# Marathon van Frankfurt 2003
De marathon van Frankfurt 2003 werd gelopen op zondag 26 oktober 2003. Het was de 22e editie van de marathon van Frankfurt. De Keniaan Boaz Kimaiyo kwam als eerste over de streep in 2:09.28. De Duitse Luminita Zaituc won bij de vrouwen in 2:29.41. In totaal schreven 9399 lopers zich in voor de wedstrijd waarvan er 7098 finishten.

## Uitslagen

### Mannen
| rang   | naam               | land | tijd    |
| ------ | ------------------ | ---- | ------- |
| Goud   | Boaz Kimaiyo       | KEN  | 2:09.28 |
| Zilver | Leonid Shvetsov    | RUS  | 2:09.33 |
| Brons  | Paul Kiptanui      | KEN  | 2:11.12 |
| 4      | Benjamin Itok      | KEN  | 2:11.54 |
| 5      | Dmytro Baranovsky  | UKR  | 2:12.47 |
| 6      | Julius Rutto       | KEN  | 2:13.03 |
| 7      | John Rotich        | KEN  | 2:14.18 |
| 8      | Yuri Hychun        | UKR  | 2:14.23 |
| 9      | Mikhail Minukhin   | RUS  | 2:15.09 |
| 10     | Julius Sugut       | KEN  | 2:16.53 |
| 11     | Elias Chelanga     | KEN  | 2:17.15 |
| 12     | Dickson Marwa      | TAN  | 2:17.39 |
| 13     | Sebastian Burklein | GER  | 2:18.04 |
| 14     | Toshiaki Teduka    | JPN  | 2:18.07 |
| 15     | Dimitri Kapitonov  | RUS  | 2:18.43 |
| 16     | Cian McLoughlin    | IRL  | 2:18.49 |
| 17     | Marko Vaittinen    | FIN  | 2:19.48 |
| 18     | Eliud Kering       | KEN  | 2:20.38 |
| 19     | Jarra Wolye        | ETH  | 2:20.55 |
| 20     | Volker Fritzsch    | GER  | 2:22.06 |

### Vrouwen
| rang   | naam                 | land | tijd    |
| ------ | -------------------- | ---- | ------- |
| Goud   | Luminita Zaituc      | GER  | 2:29.41 |
| Zilver | Larisa Malikova      | RUS  | 2:32.59 |
| Brons  | Claudia Oberlin      | SUI  | 2:35.15 |
| 4      | Jose Maria Bergua    | ESP  | 2:39.05 |
| 5      | Ulrike Hoeltz        | GER  | 2:49.12 |
| 6      | Nicole Guldenmeister | GER  | 2:50.51 |
| 7      | Olpher Oruke         | KEN  | 2:51.41 |
| 8      | Birgit Bartels       | GER  | 2:53.21 |
| 9      | Andreina Byrd        | GER  | 2:53.26 |
| 10     | Pia Grasnowitsch     | GER  | 2:59.14 |

1981 ·
1982 ·
1983 ·
1984 ·
1985 ·
1986 ·
1987 ·
1988 ·
1989 ·
1990 ·
1991 ·
1992 ·
1993 ·
1994 ·
1995 ·
1996 ·
1997 ·
1998 ·
1999 ·
2000 ·
2001 ·
2002 ·
2003 ·
2004 ·
2005 ·
2006 ·
2007 ·
2008 ·
2009 ·
2010 ·
2011 · 
2012 · 
2013 · 
2014 · 
2015 · 
2016 · 
2017